# 布瓦什基
布瓦什基是波蘭的城鎮，位於該國中部，距離首府琴斯托霍瓦約10公里，由羅茲省負責管轄，面積1.62平方公里，主要經濟活動是皮革業和農業，2010年人口2,070。

## 外部連結
- （波兰語） Błaszki （页面存档备份，存于） in the Geographical Dictionary of the Kingdom of Poland (1880)
- （波兰語） Błaszki （页面存档备份，存于） in the Geographical Dictionary of the Kingdom of Poland (1900)

51°39′N 18°26′E / 51.650°N 18.433°E